# Abu-Muhàmmad Abd-Al·lah ibn Muhàmmad
Abu-Muhàmmad Abd-Al·lah ibn Muhàmmad fou emir midràrida de Sigilmasa.
Era fill d'Abu-l-Múntasir Muhàmmad ibn Muhàmmad i va succeir al seu germà al-Múntassir Samgú ibn Muhàmmad, a qui va enderrocar amb el suport d'una banda que va organitzar de només dotze homes, el 963. Va reconèixer immediatament la sobirania del califa fatimita.
El 976/977 (980 segons algunes fonts) el cap maghrawa Khazrun ibn Falful, aliat de Qúrtuba, després d'algun intent anterior frustrat, va ocupar el principat i va matar l'emir, el cap del qual fou enviat a la capital omeia. Llavors es va fundar l'emirat maghrawa de Sigilmasa que va existir fins a la conquesta almoràvit el 1053.